# Newick (Royaume-Uni)
Pour les articles homonymes, voir Newick.
Newick est une paroisse civile et un village du Sussex de l'Est, en Angleterre.